# Orion (véhicule spatial)
Pour les articles homonymes, voir Orion.
Orion est un véhicule spatial de la NASA conçu pour transporter un équipage de quatre astronautes au-delà de l'orbite terrestre basse pour une mission de trois semaines. Il est placé en orbite par le lanceur lourd SLS. Utilisé dans le cadre du programme Artemis, il a pour rôle, de façon similaire au vaisseau Apollo, de transporter les équipages jusqu'à l'orbite lunaire et de les ramener sur Terre une fois leur mission accomplie. Deux vols sans équipage ont été effectués respectivement en décembre 2014 (EFT-1) et novembre 2022 (Artemis I). Le premier vol avec équipage est programmé pour avril 2026 (mission Artemis II).  
À l'origine, Orion est développé dans le cadre du programme Constellation (2006), dont l'objectif est d'emmener des hommes sur la Lune à l'horizon 2022 et de remplacer la navette spatiale pour la relève des équipages de la Station spatiale internationale. En février 2010, le programme Constellation est abandonné et, après avoir envisagé d'annuler le développement du vaisseau, la NASA décide de poursuivre son développement pour de futures missions de survol de la Lune et des astéroïdes, et éventuellement le transport de l'équipage de la Station spatiale internationale. Finalement, le vaisseau est intégré dans l'architecture du programme Artemis, qui en 2025 doit ramener des hommes à la surface de la Lune au plus tôt en 2027. 
Orion reprend l'architecture du vaisseau Apollo avec un module de commande en forme de cône contenant l'habitacle dans lequel séjourne l'équipage, un module de service dans lequel est rassemblé tout ce qui n'est pas nécessaire au retour sur Terre et une tour de sauvetage, qui est utilisée en cas de défaillance du lanceur. Le module de service est largué avant la rentrée atmosphérique. L'ensemble a une masse de 21 tonnes, dont plus de 12 tonnes pour le module de service. Contrairement à ses prédécesseurs, il utilise des panneaux solaires pour la production d'énergie. Il dispose d'un volume habitable plus que doublé par rapport au vaisseau Apollo et d'un système d'amarrage similaire à celui de la navette spatiale américaine. Le vaisseau Orion est conçu pour se poser en mer à son retour sur Terre et est réutilisable. Le module de commande est fourni par Lockheed Martin tandis que le module de service, qui est dérivé de l'ATV, est fourni par Airbus Defence and Space dans le cadre d'un accord avec l'Agence spatiale européenne.

## Historique

### Lancement du programmeConstellation

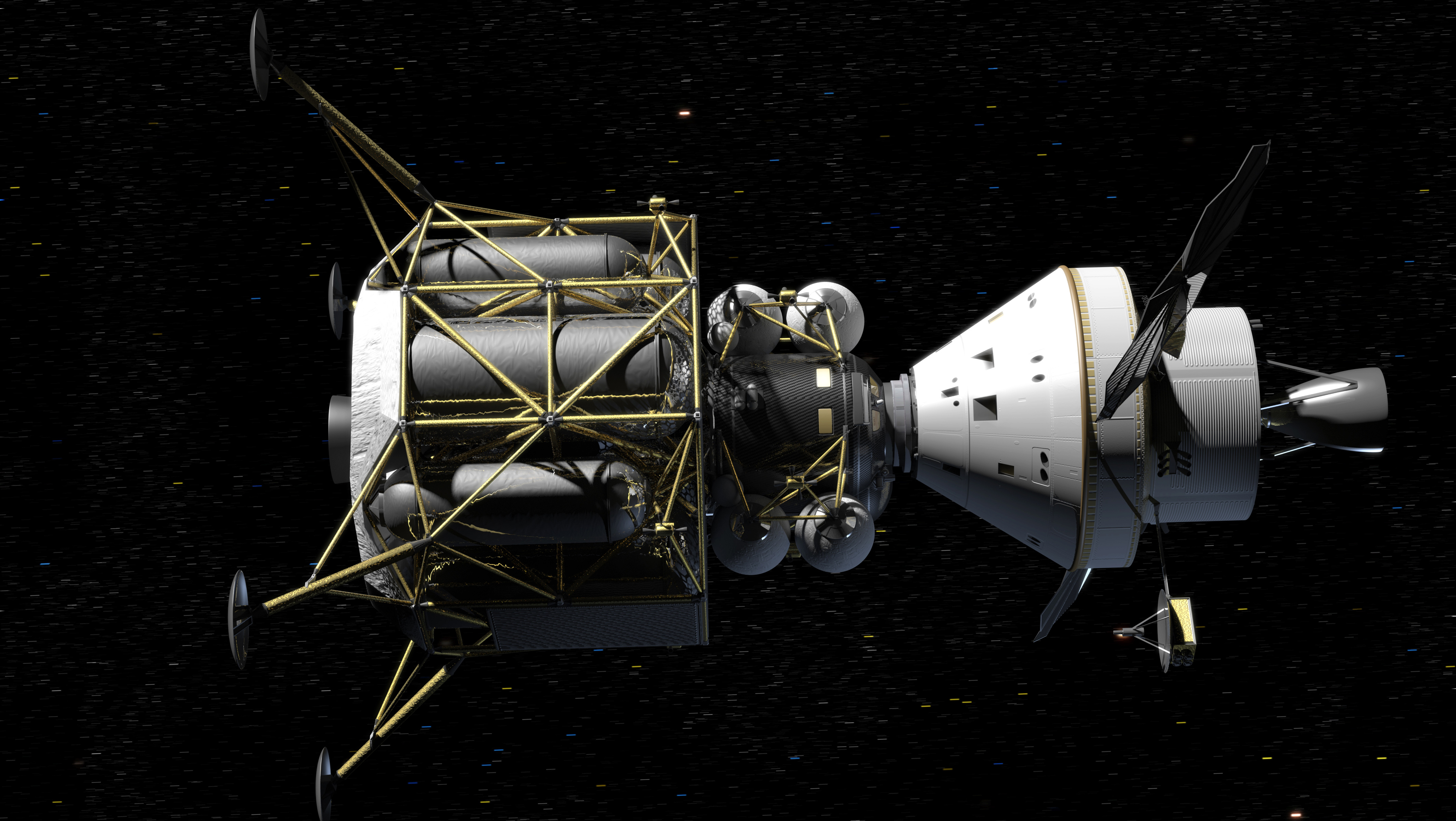
Le vaisseau Orion et le module lunaire Altair, composants du programme Constellation (vue d'artiste 2007).

En 2004, à la demande du président des États-Unis George W. Bush, qui souhaite que les États-Unis renouent avec les succès du programme Apollo, la NASA lance le programme Constellation, qui doit permettre à des équipages de réaliser des séjours de longue durée sur la Lune d'ici 2020. Ce programme doit également assurer le remplacement de la navette spatiale américaine, dont le retrait est programmé à la suite de l'accident de la navette spatiale Columbia. Le programme doit être financé grâce aux économies réalisées par l'arrêt des navettes spatiales puis par le retrait de la Station spatiale internationale.
Les caractéristiques des engins spatiaux du programme Constellation sont rendues publiques le 19 septembre 2005. Le vaisseau spatial habité principal est désigné sous l'appellation de Crew Exploration Vehicle (CEV) avant d'être baptisé Orion le 24 août 2006. Ce nom est celui d'une des navettes du film 2001, l'Odyssée de l'espace (1968), ainsi que d'une étude de vaisseau spatial propulsé par l'énergie nucléaire. La NASA annonce le 31 août 2006 que le véhicule sera construit par Lockheed Martin. Le vaisseau spatial doit être lancé par un nouveau lanceur, Ares I.
Les premiers essais sont alors prévus pour 2008 avec un vol non habité pour 2011, un vol habité pour mars 2015 et un premier retour des astronautes sur la Lune pour 2019, mais ces dates sont repoussées du fait de la faiblesse des ressources financières affectées au programme.

### Arrêt du programmeConstellation
À la suite de son investiture, le président américain Barack Obama demande à la commission Augustine, créée à cet effet le 7 mai 2009 et composée de spécialistes de l'astronautique issus de l'industrie de la recherche et de la NASA, d'examiner les conséquences du retrait de la navette spatiale américaine sur le programme de la Station spatiale internationale et d'effectuer une revue du programme Constellation, lequel est confronté à la fois à des problèmes budgétaires et de planification. Le comité rend son rapport le 9 octobre 2009. En ce qui concerne le programme Constellation, ses principales conclusions sont que la NASA a besoin d'un complément budgétaire annuel de trois milliards de dollars pour pouvoir atteindre les objectifs qui lui sont fixés. Elle constate que le lanceur Ares I, qui doit permettre le lancement du vaisseau Orion, rencontre des problèmes techniques qui devraient pouvoir être résolus mais que sa mise au point tardive diminue fortement son intérêt. Le comité estime préoccupant le coût de production du vaisseau Orion, par ailleurs soumis à de fortes contraintes (masse, coût de développement). Le président Barack Obama annonce le 1er février 2010 qu'il va proposer l'annulation du programme Constellation en avançant trois motifs : un budget en dépassement, le retard pris sur les échéances et l'absence d'innovations intégrées dans le projet. Le 11 octobre 2010, le président Obama approuve le « NASA Authorization Act 2010 », qui confirme l'arrêt du programme.

### Nouveau rôle du vaisseau

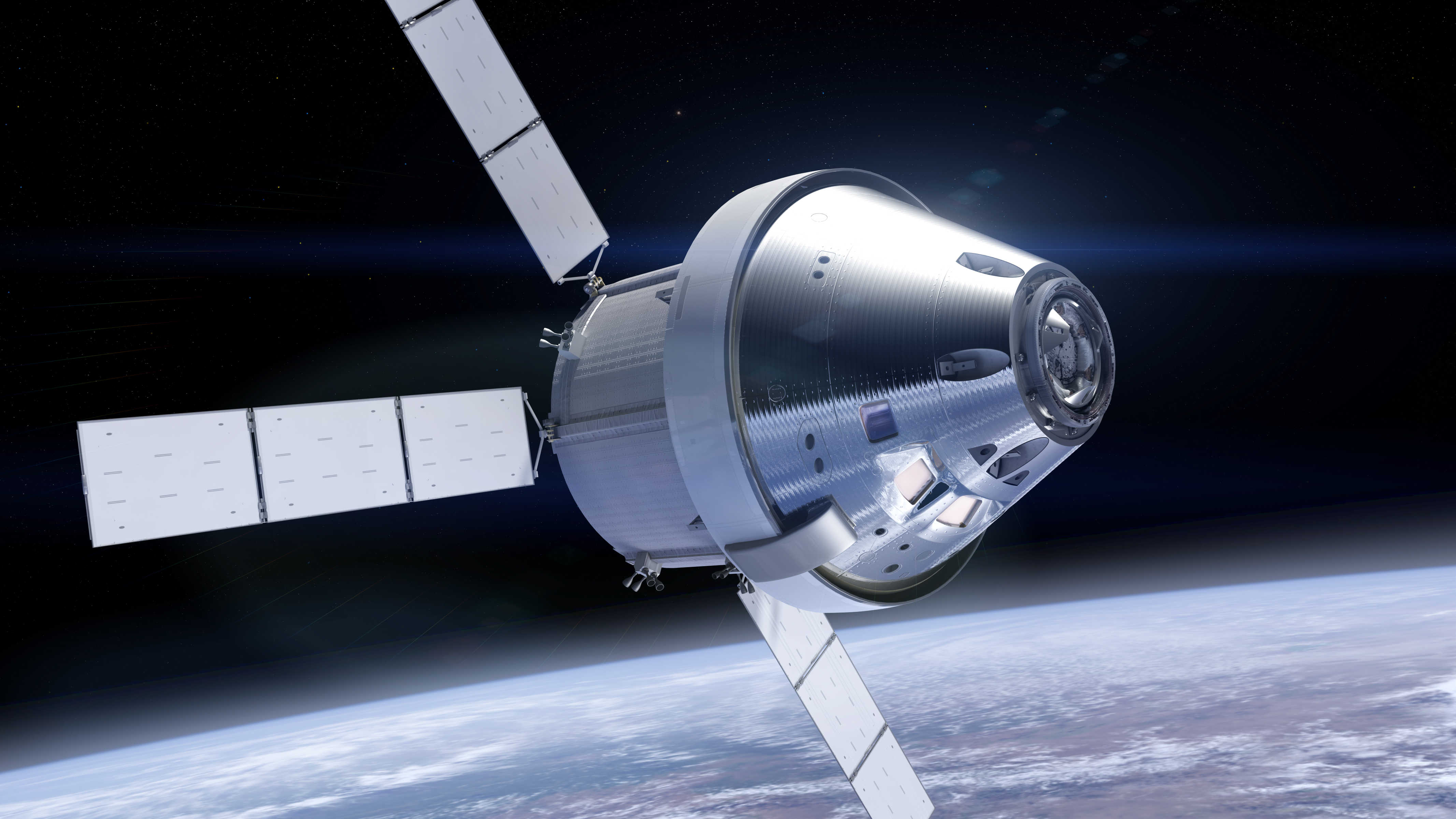
Vue d'artiste du vaisseau Orion.

À la suite de l'abandon du programme Constellation, l'arrêt du développement du vaisseau spatial est envisagé. La NASA lance un appel d'offres auprès de prestataires privés pour transporter les équipages vers la Station spatiale internationale et il n'existe pas de plans fermes pour des missions au-delà de l'orbite terrestre. Néanmoins, la NASA annonce le 24 mai 2011 que le développement du vaisseau spatial Orion se poursuit. L'agence spatiale américaine prévoit de l'utiliser pour lancer des missions orbitales vers la Lune ou les astéroïdes géocroiseurs à l'horizon 2020. Il doit également servir de solution de secours si les prestataires privés ne parvenaient pas à remplir leurs objectifs de desserte de la station spatiale. Le vaisseau est baptisé Multi-Purpose Crew Vehicle (MPCV) « Orion ».

### Participation de l'Agence spatiale européenne

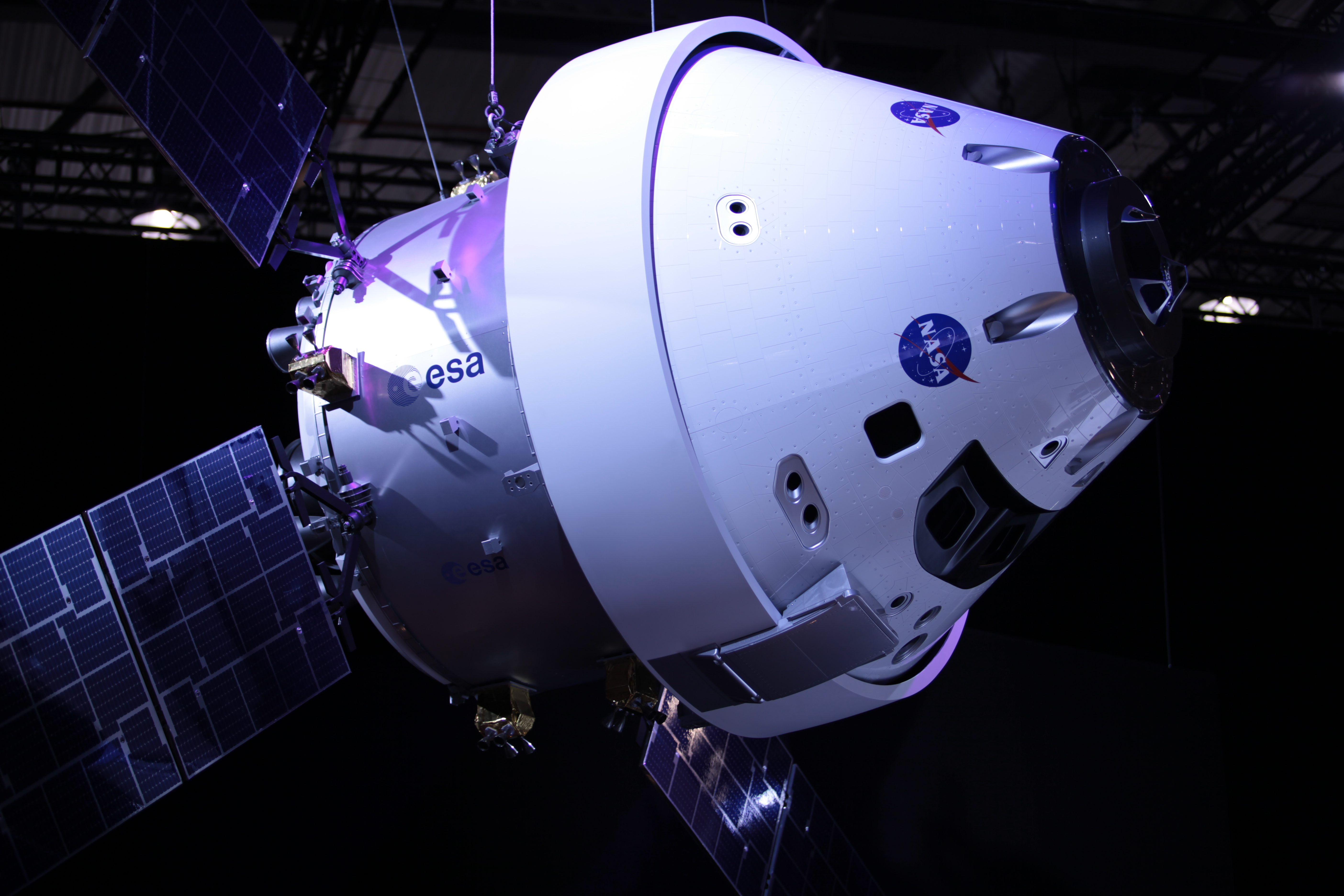
Module de service de l'Agence spatiale européenne (ESA).

Le développement du module de service a été repoussé pour étaler les coûts.
La NASA et l'Agence spatiale européenne négocient depuis 2011 l'utilisation d'une version évoluée du module de service de l'ATV européen. Cette proposition de l'Agence spatiale européenne (ESA) lui permet de payer en nature sa participation à la Station spatiale internationale, qui n'est plus couverte par la livraison des vaisseaux ATV. En effet, le dernier vaisseau cargo ATV livré par l'ESA en 2014 n'assure le paiement du séjour que jusqu'en 2017. Cette décision de l'ESA a été validée en novembre 2012 par le conseil des ministres européens réunis à Naples pour statuer sur l'activité de l'Agence spatiale européenne au cours des prochaines années. La solution retenue a été validée par le gouvernement américain et officiellement annoncée en janvier 2013,. Ce module est construit pour 450 millions d'euros sous la maîtrise d'œuvre d'Airbus à Brême.

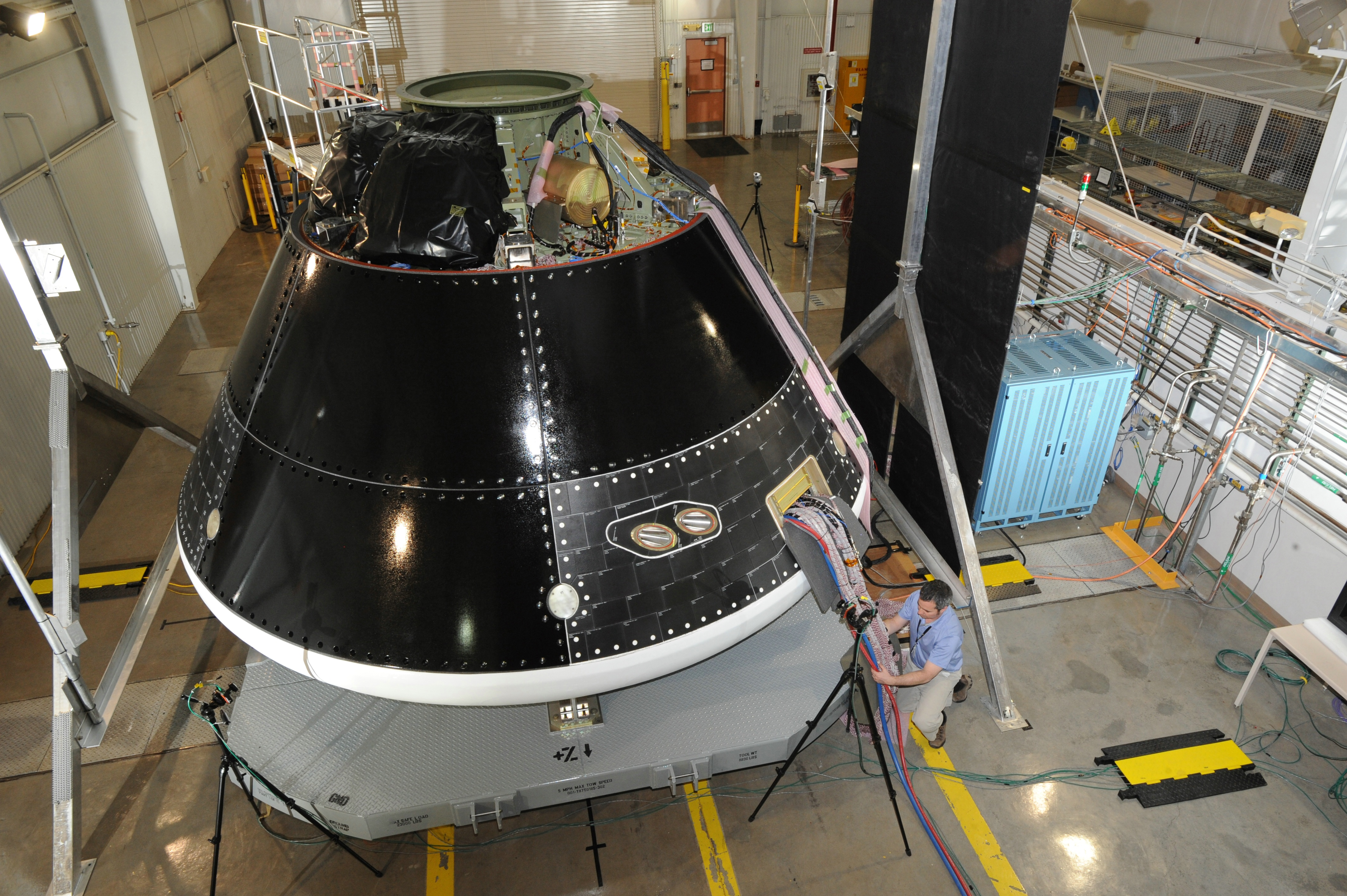
Un modèle destiné à des tests au sol (mai 2011).
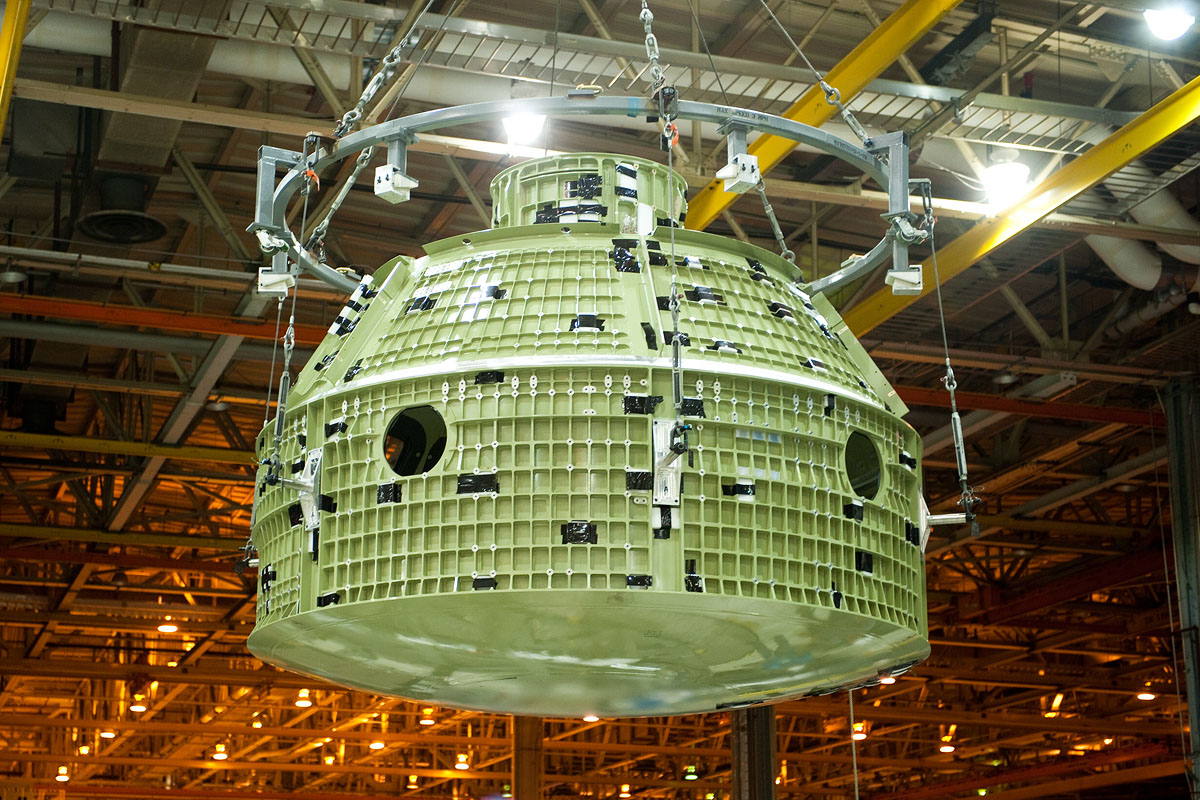
Le modèle EFT-1, après sa dernière soudure, qui a volé en 2014 (juin 2012).
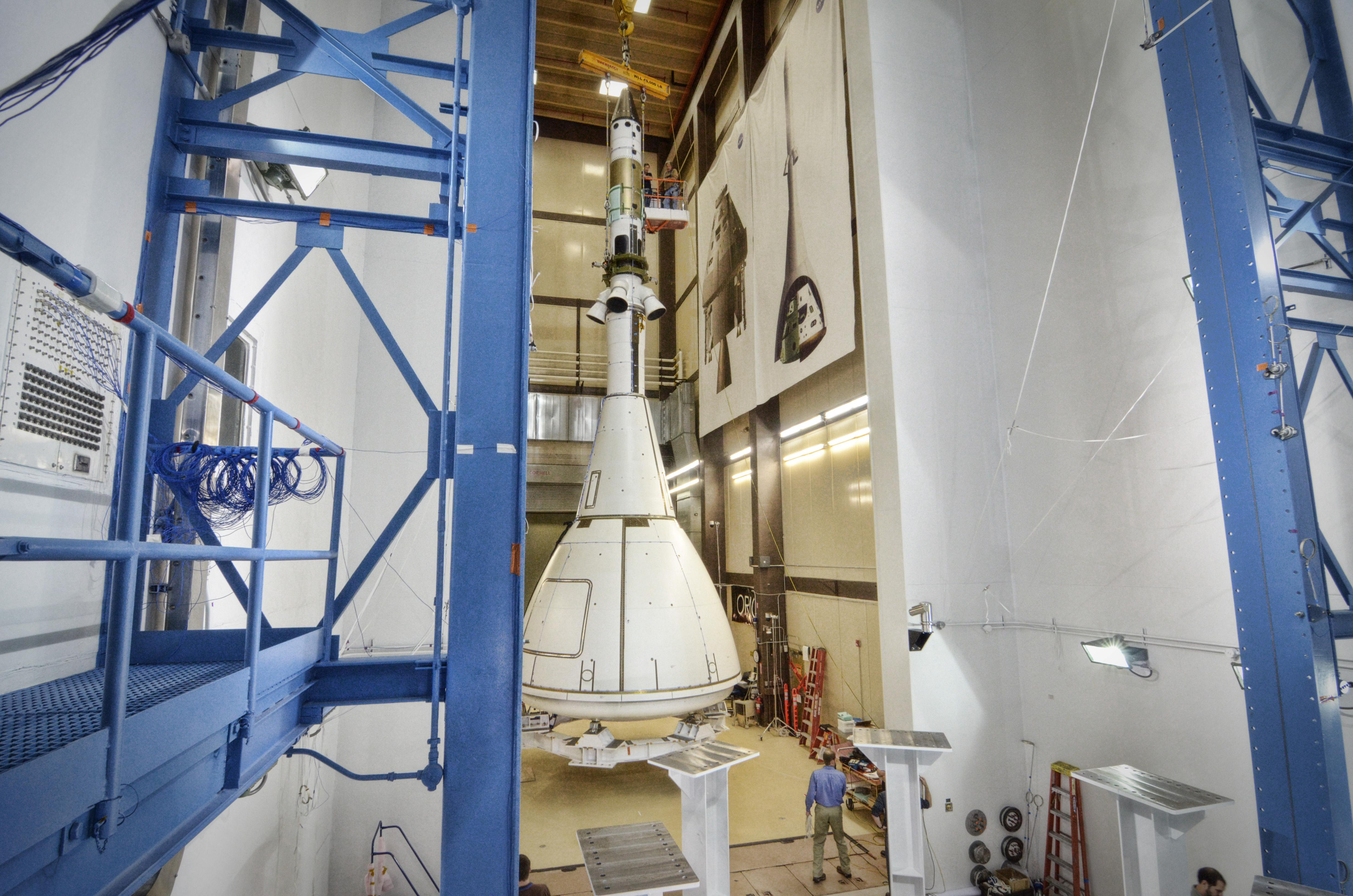
Un modèle destiné à des tests au sol est placé dans une chambre acoustique chez le constructeur Lockheed Martin.
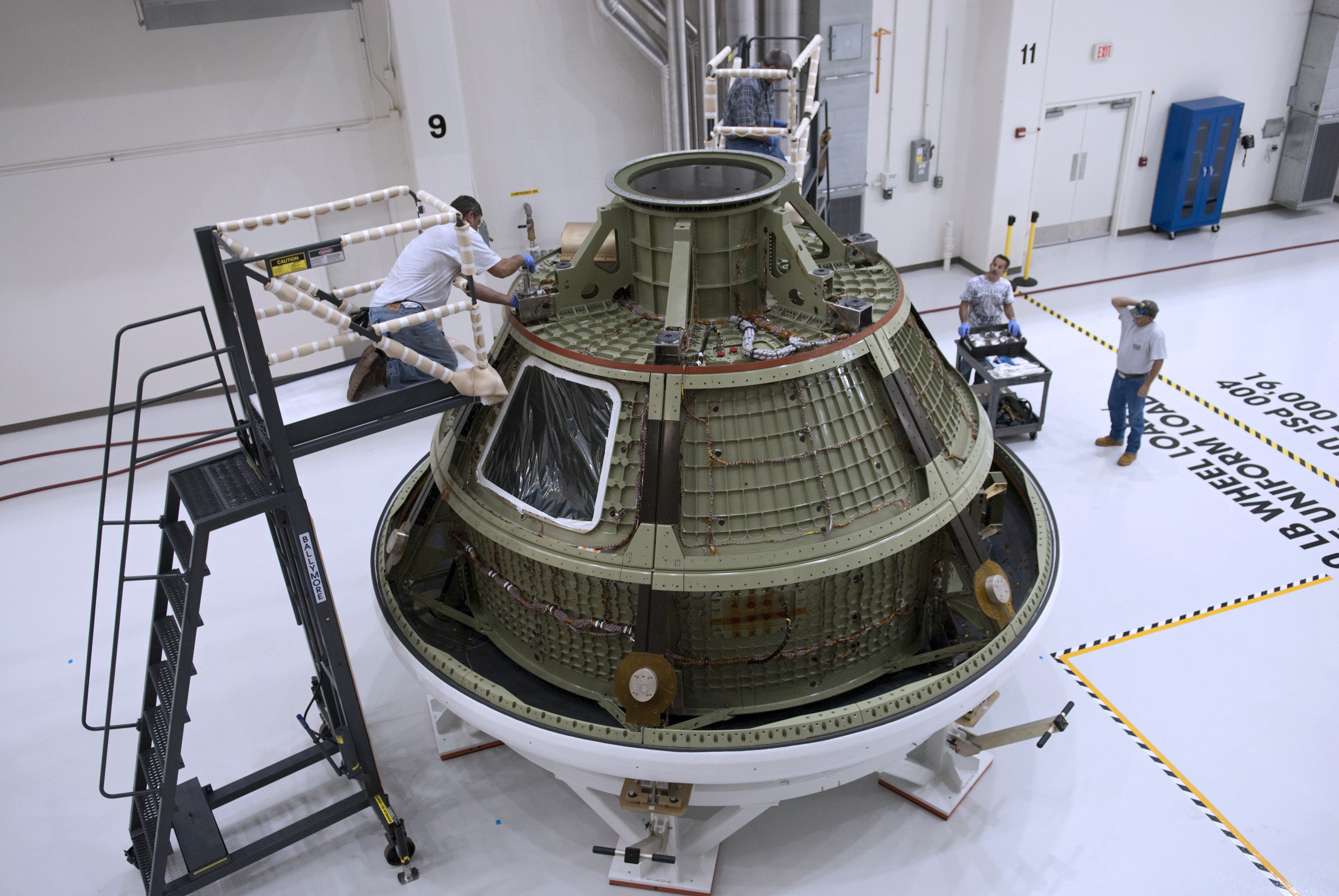
Un modèle destiné à des tests au sol dans un atelier du Centre spatial Kennedy.

## Caractéristiques techniques

### Architecture

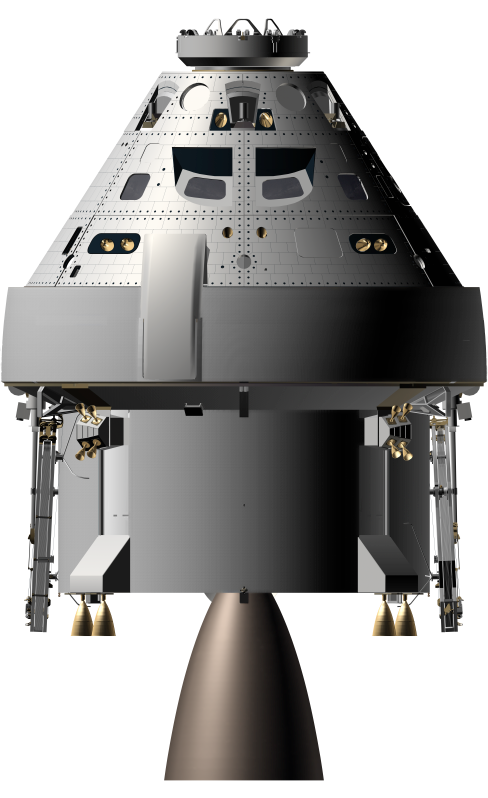
Schéma du véhicule et de son module de service.

Conçu dans le cadre du programme Constellation, le vaisseau utilise une architecture dite « en ligne ». Le vaisseau est placé au sommet d'un lanceur classique à l'image des vaisseaux du programme Apollo dont Orion s'inspire fortement. La formule du planeur adoptée pour la navette spatiale américaine n'a pas été retenue. Orion peut transporter quatre astronautes pour des vols de 21 jours et sept astronautes vers l'orbite basse où il peut séjourner dans l'espace durant six mois attaché à la station spatiale,. Les piles à combustible qui alimentaient en énergie la génération des vaisseaux précédents sont abandonnées au profit de panneaux solaires. Le vaisseau dispose d'une écoutille de type APAS, le NASA Docking System, similaire à celle utilisée par la navette spatiale américaine pour s'amarrer à la Station spatiale internationale. L'atmosphère de la cabine est composée d'un mélange d'azote et d'oxygène dans des proportions qui peuvent être modulées. Ce choix, identique à ce qui est pratiqué sur les vaisseaux russes, diverge de la solution adoptée sur les différents vaisseaux spatiaux américains des années 1960-1970 qui, pour économiser de la masse, utilisaient une atmosphère d'oxygène pur (choix qui s'était avéré dangereux après la catastrophe d'Apollo 1). Les spécifications du module de service ne sont connues qu'à travers le cahier des charges établi pour le programme Constellation dont les missions ne sont plus d'actualité. À l'époque, il est envisagé que la propulsion et les réserves d'ergols du module de service lui permettent d'effectuer des changements de vitesse totaux de 1,4 à 1,5 km/s.

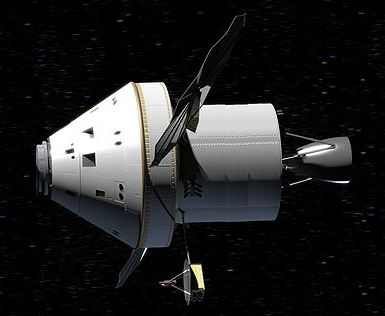
Vaisseau spatial Orion.

Orion mesure 5,02 mètres de diamètre et la partie habitée a une longueur de 3,3 m. L'ensemble Orion a une masse de 21,3 tonnes dont 8,9 tonnes pour le module de commande, 3,4 tonnes pour le module de service et 7,9 tonnes pour le carburant. Le vaisseau peut être réutilisé une dizaine de fois. Initialement, son retour était prévu sur la terre ferme, amorti par des coussins gonflables, et non dans l'océan, contrairement à toutes les autres capsules américaines (de Mercury à Apollo). Cependant, après 117 essais d'atterrissage avec des coussins gonflables, le retour en mer est privilégié en raison d'une sécurité accrue (notamment si un parachute est défaillant comme lors du retour d'Apollo 15) et d'un atterrissage moins brutal.

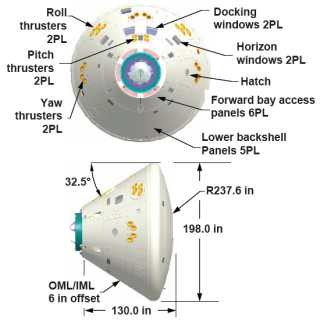
Module de commande dans lequel se tient l'équipage.

Orion est composé de trois modules : le module de commande dans lequel séjourne l'équipage, le module de service qui regroupe les équipements qui ne sont pas indispensables pour le retour sur Terre (propulsion, consommables, énergie) et la tour de sauvetage qui permet au vaisseau de revenir au sol en cas de défaillance du lanceur.
| Caractéristiques              | Orion              | Apollo              | Soyouz            |
| ----------------------------- | ------------------ | ------------------- | ----------------- |
| Longueur                      | ~7 m               | 11,03 m             | 7,48 m            |
| Diamètre max                  | 5,02 m             | 3,9 m               | 2,72 m            |
| Envergure                     | 18,8 m             | 3,9 m               | 10,06 m           |
| Masse totale (ergols)         | 21,25 t (7,9 t)    | 30,33 t (18,5 t)    | 7,25 t (0,9 t)    |
| Volume pressurisé / habitable | 19,56 m3 / 8,95 m3 | / 6,17 m3           | / 9 m3            |
| Delta-V                       | 1 340 m/s          | 2 800 m/s           | 390 m/s           |
| Source énergie                | Panneaux solaires  | Piles à combustible | Panneaux solaires |
| Production énergie            | 11 kW              | 0 kW                | 0,6 kW            |
| Durée mission                 | 21 j               | 14 j                | 14 j              |
| Taille équipage               | 4                  | 3                   | 3                 |
| Zone d'atterrissage           | Mer                | Mer                 | Terre             |

### Module de commande

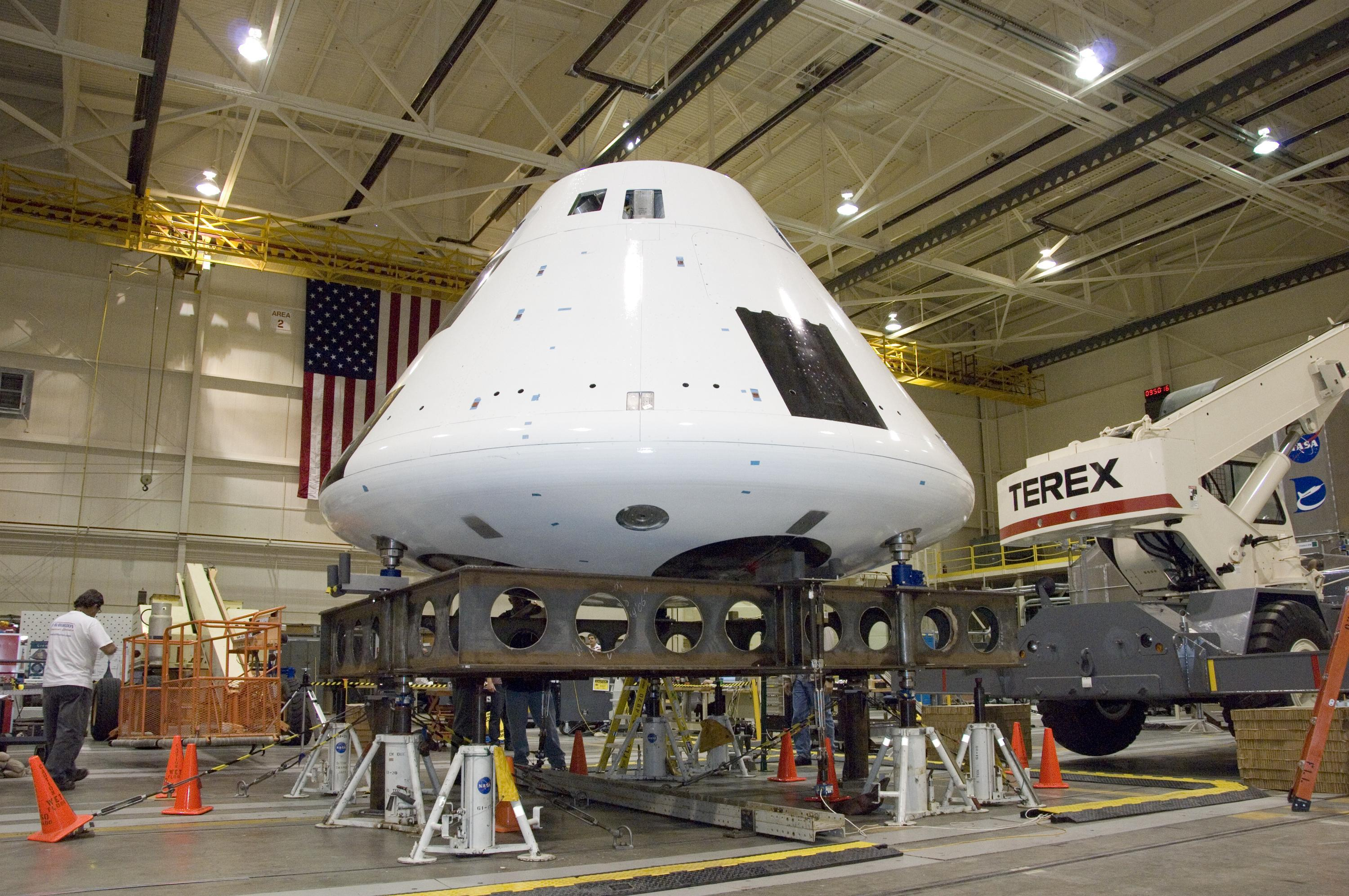
Module de l'équipage.

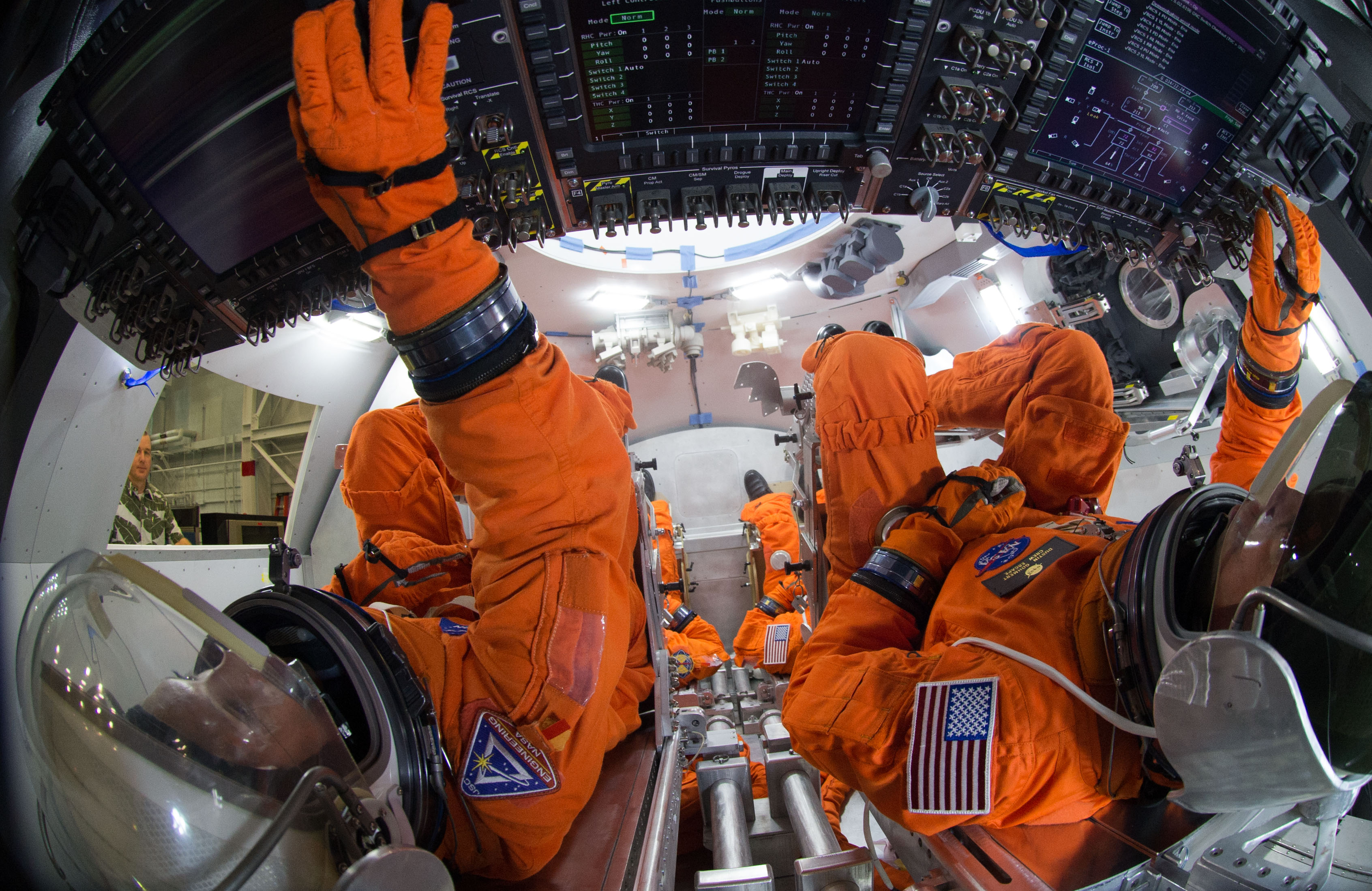
Tableau de bord du module de commande d'Orion.

Le module de commande ou module d'équipage (Crew Vehicule), dont la section est de forme conique, transporte l'équipage, du fret et des instruments scientifiques. Ce module peut s'amarrer à la Station spatiale internationale. C'est la seule partie du vaisseau qui revient sur Terre après chaque mission. Le volume pressurisé est de 19,56 m3 et le volume habitable est de 8,95 m3.

#### Structure
Les composants structurels du module de commande et la coque pressurisée sont réalisés dans un alliage aluminium-lithium (en) de couleur vert olive utilisé précédemment pour la réalisation de la version allégée du réservoir externe de la navette spatiale américaine utilisée à partir de 1998. La coque pressurisée comprend plusieurs composants — cloison avant, cloison arrière, tunnel de communication, cylindre du module — qui sont assemblés en utilisant la technique du soudage par friction. Le cylindre et la cloison arrière servent de support pour un treillis de poutrelle qui ajoute de la rigidité à l'ensemble et sert de support aux points d'attache des sièges de l'équipage, aux systèmes installés dans la coque pressurisée et aux armoires de rangement. La coque pressurisée comporte quatre hublots : deux hublots horizontaux et deux hublots inclinés permettant d'observer vers l'avant du vaisseau pour les opérations d'amarrage. De nombreux équipements ne nécessitent pas de se trouver à l'intérieur de la coque pressurisée : avionique, réservoirs d'ergols, batteries, systèmes de contrôle de l'environnement. Ils sont installés principalement autour du tunnel de communication situés à l'avant du vaisseau. La coque pressurisée et les équipements externes sont recouverts par des panneaux en nid-d'abeilles de titane qui fournissent une première isolation thermique et sont chargés de bloquer les micrométéorites. Avant le lancement puis après l'amerrissage, les astronautes entrent et sortent de la capsule via une écoutille latérale trapézoïdale de 82 cm de largeur en bas pour 61 cm en haut, et 82 cm de hauteur.

#### Bouclier thermique

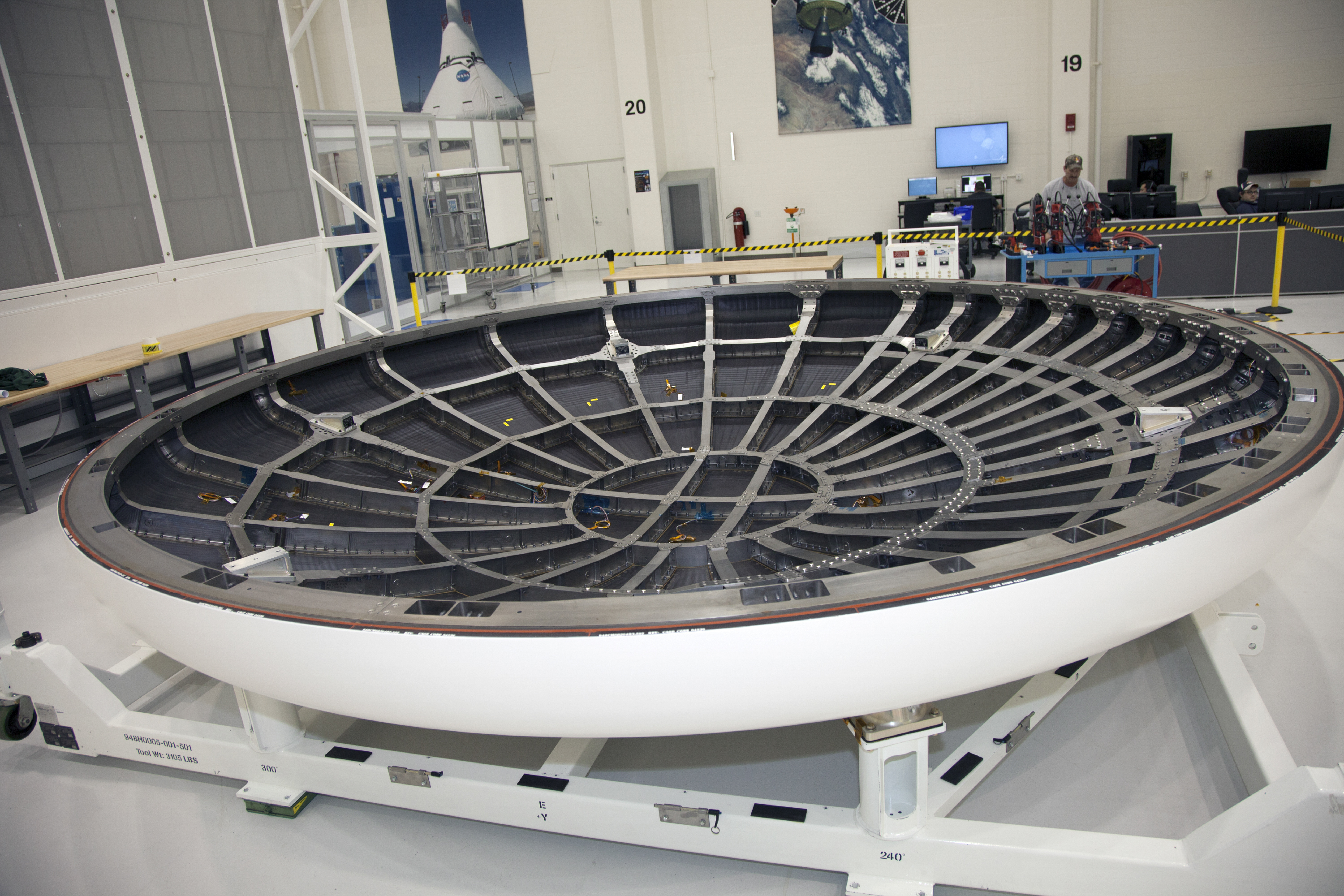
Bouclier utilisé pour EFT-1.

Le bouclier thermique, de type ablatif, est conçu par Boeing en collaboration avec le Ames Research Center. D'un diamètre de cinq mètres, il est composé d'un nid-d'abeilles rempli d'une résine chargée en microfibres et billes de silice (copie du matériau Avcoat d'Apollo). Il doit résister à des rentrées atmosphériques à la vitesse de 27 000 km/h pour les missions vers la Station spatiale internationale et de 40 000 km/h pour des missions orbitales lunaires. Ces dernières nécessitent de dissiper cinq fois plus de chaleur. En septembre 2006, le contrat de 14 millions de dollars est remporté par Boeing.

#### Système d'amerrissage

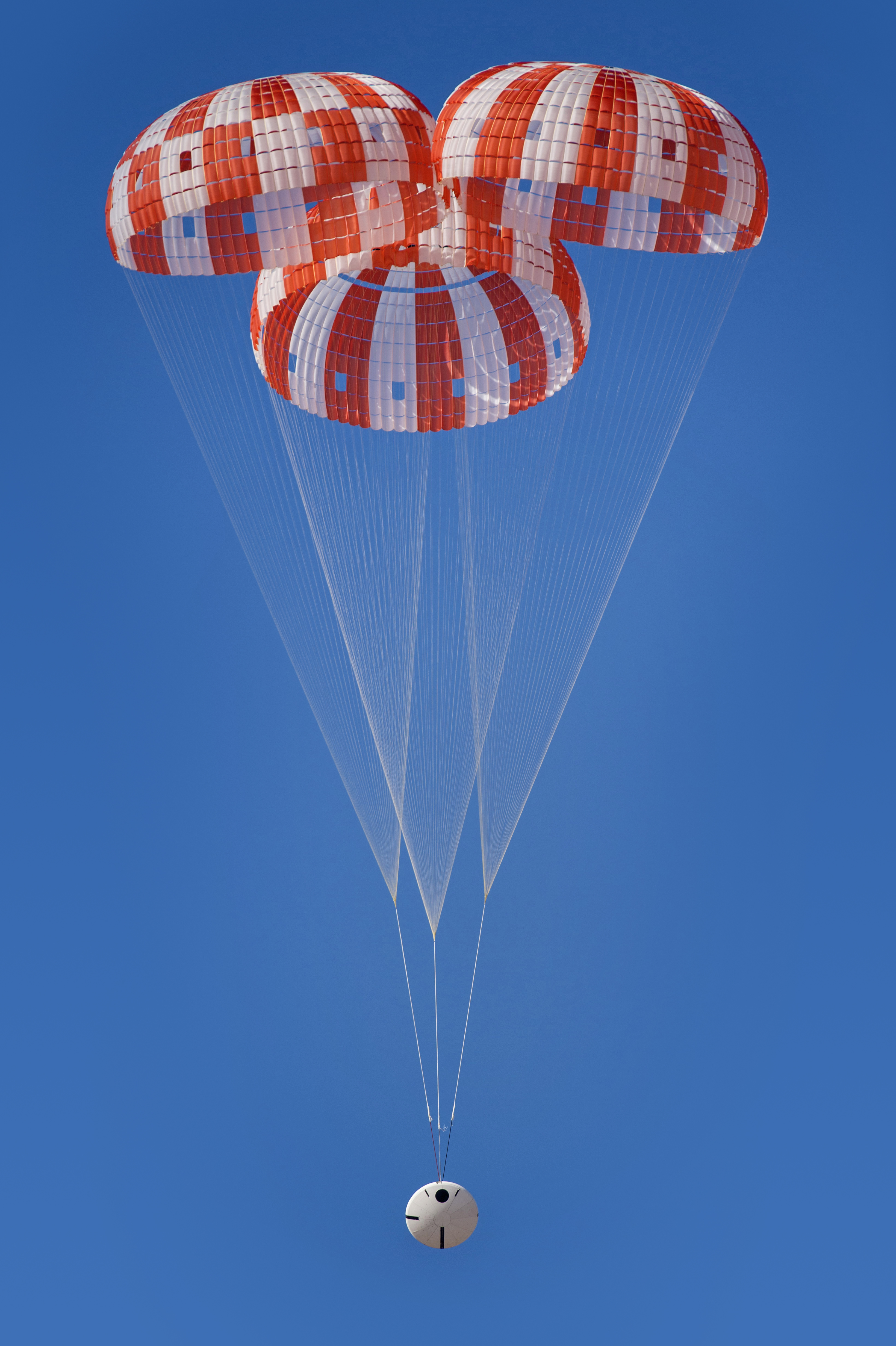
Test du système d'atterrissage. Il s'agit de valider les capacités pour des vols habités (mars 2017).

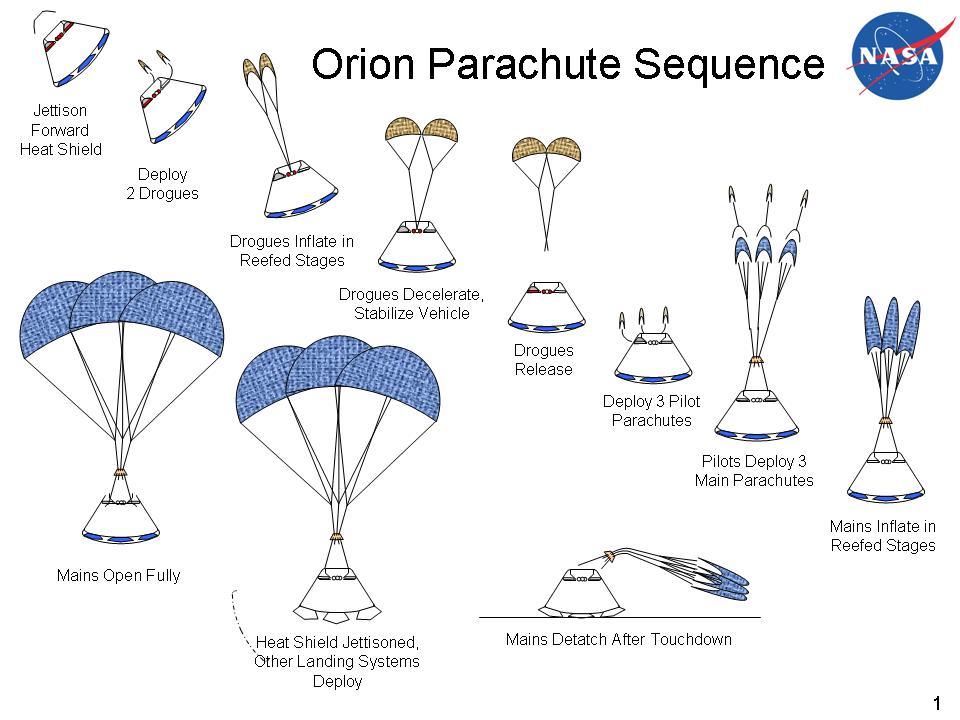
Déploiement des parachutes lors de l'amerrissage d'Orion.

Le vaisseau Orion est conçu pour amerrir. Au cours de sa rentrée atmosphérique, le vaisseau dispose d'un système de freinage constitué de onze parachutes dont le poids total est de 518 kg. Les parachutes se déploient par séries en fonction de l'altitude et de la vitesse du vaisseau. Ce dispositif diminue la vitesse de la capsule spatiale à deux reprises, en la freinant deux fois.
À une altitude d'environ 8 km et une vitesse de 520 km/h, trois parachutes se détachent de la capsule, emportant le couvercle protecteur de la baie avant, permettant ainsi aux autres parachutes de se libérer par la suite. Ces trois parachutes en kevlar mesurent chacun deux mètres de diamètre, ont un volume d'environ 1 mètre cube et un poids de 3,6 kg.
Lorsque l'altitude du vaisseau approche les 7500 mètres à une vitesse de 494 km/h, deux parachutes de freinage (kevlar/nylon) et de stabilisation de la capsule sont largués (7 mètres de diamètre, poids 36 kg). La vitesse décroit, elle avoisine les 210 km/h.
Le système ensuite libère à 3000 mètres d'altitude trois parachutes pilotes (diamètre 3,3 m, poids 5 kg) dont le rôle est de soulever et déployer trois parachutes principaux et ainsi freiner davantage le vaisseau. La vitesse verticale chute entre 35 km/h et 25 km/h.
Chaque parachute principal (kevlar/nylon) d'une masse de 140 kg a un diamètre de 35,4 mètres. Immédiatement après sa prise de contact avec la mer, cinq ballons se gonflent pour garantir que le module d'équipage soit posé sur l'eau dans le bon sens. L'équipage et le vaisseau sont recueillis alors par hélicoptères et par l'équipage d'un LPD de la marine américaine.

#### Protection de l'équipage contre les radiations
L'équipage peut être dangereusement irradié si une éruption solaire se produit dans la direction du vaisseau alors que celui-ci se situe dans l'espace interplanétaire en dehors de la protection de la magnétosphère terrestre ou de la Lune. Dans ce cas de figure, l'équipage a pour consigne de se réfugier dans les deux grands rangements situés au centre du vaisseau entre le plancher et le bouclier thermique en utilisant les sacs que contiennent ces placards pour se protéger autant que possible des particules solaires.

### Module de service
Le module de service regroupe l'ensemble des équipements qui ne sont pas indispensables pour le retour sur Terre. On y trouve la propulsion principale et les réservoirs d'ergols associés ainsi que les consommables (eau, oxygène, azote) utilisés par l'équipage. Les panneaux solaires qui produisent l'énergie électrique du vaisseau ainsi que les radiateurs qui assurent l'évacuation de la chaleur excédentaire sont également logés dans le module de service. Un système environnemental permet de contrôler la température des composantes du véhicule et du fret. Il est largué avant le retour sur Terre. Le module de service est également équipé d'une soute permettant d'emporter du fret non pressurisé ou des instruments scientifiques. La version du module de service utilisée pour le premier vol est développée par l'ESA au titre de paiement pour le séjour des astronautes européens à bord de la Station spatiale internationale entre 2017 et 2020. En effet, le dernier vaisseau cargo ATV livré par l'ESA en 2014 n'assure le paiement du séjour que jusqu'en 2017. Fin 2014, la NASA a commandé un seul exemplaire de ce module baptisé European Service Module (en) pour le vol Artemis I et en a commandé cinq autres pour les vols Artemis II à Artemis VI.

#### Structure
Le module de service ESM (en) a une longueur de 2,72 mètres (tuyère exclue) pour un diamètre de 4,5 mètres. Sa masse à sec est d'environ 3,8 tonnes et il peut emporter 9,2 tonnes d'ergols. Il est composé de plusieurs sous-ensembles : un cylindre supérieur, une plateforme supportant les réservoirs principaux d'ergols, un cylindre principal, une plateforme inférieure, un étage regroupant les équipements et une enveloppe protégeant l'ensemble des micrométéorites.

#### Propulsion
La propulsion comprend trois systèmes distincts : un moteur-fusée principal dérivé du moteur OMS de la navette spatiale américaine, huit propulseurs auxiliaires et 24 petits moteurs utilisés pour le contrôle d'attitude. La propulsion est pilotée par un système développé pour l'ATV. Tous ces moteurs utilisent le même mélange d'ergols stockables : du monométhylhydrazine et du MON-3 (oxydant). Chaque type d'ergol est stocké dans deux réservoirs qui sont reliés en série et disposent de système de pressurisation indépendants. Le système de pressurisation utilise de l'hélium stocké à 340 bars dans un réservoir sphérique. Tous les moteurs sont alimentés par des ergols mis sous pression. Le moteur principal est de type AJ10-190 (en) qui fournit une poussée de 27,7 kN avec une impulsion spécifique de 316 secondes. Il mesure 1,91 m de long et sa tuyère a un diamètre de 1,09 mètre. Les propulseurs auxiliaires de type R-4D-11 fournissent chacun une poussée de 490 newtons et sont utilisés pour les manœuvres précises ainsi que comme système de secours en cas de défaillance du propulseur principal. Ces moteurs utilisés sur les vaisseaux Apollo ont une masse à sec de 3,63 kg et une impulsion spécifique de 312 secondes. Les 24 moteurs utilisés pour le contrôle d'attitude sont regroupés en quatre grappes de quatre et quatre grappes de deux moteurs. Ils fournissent une poussée individuelle de 220 N et peuvent être utilisés pour des impulsions très brèves et/ou en fonctionnement continu.

#### Énergie
L'énergie électrique est fournie par des panneaux solaires en X qui reprennent l'architecture utilisée sur le vaisseau cargo ATV de l'ESA. Chaque branche du X est composé de trois panneaux solaires utilisant des cellules solaires à triple jonction à l'arséniure de gallium permettant de transformer 30 % de l'énergie solaire en électricité soit une amélioration de 17 % par rapport aux panneaux de l'ATV. L'European Service Module (ESM) fournit ainsi 11 kW au niveau de l'orbite basse terrestre. Une fois déployés, les panneaux solaires portent l'envergure du vaisseau à 18,8 mètres. Les quatre ailes disposent de deux degrés de liberté : elles peuvent tourner autour de leur axe pour maximiser l'énergie produite et s'incliner par rapport à l'axe longitudinal du vaisseau de -60° à +55° pour réduire les forces exercées lorsque le vaisseau utilise sa propulsion pour accélérer ou décélérer.

#### Consommables
Le module de service comprend les réservoirs de consommables. Six réservoirs d'eau d'une capacité totale de 280 kg alimentent à la fois le système de contrôle thermique et l'équipage en eau de consommation. Le système de stockage et d'alimentation est équipé de résistances chauffantes et de capteurs pour éviter le gel. Quatre réservoirs d'une capacité de 33 kg conservent sous une pression de 275 bars l'oxygène et l'azote utilisés pour renouveler l'atmosphère dans le module de commande.

### Tour de sauvetage
La tour de sauvetage (LAS ou Launch Abort System) est le système qui est utilisé pour sauvegarder le vaisseau, si le lanceur est victime d'une défaillance grave susceptible de mettre l'équipage en danger. Doté de son propre système de propulsion et fixé au-dessus du vaisseau, il permet d'écarter le module d'équipage (CM ou Crew Module) du lanceur tout en lui faisant prendre suffisamment d'altitude pour que les parachutes puissent être déployés et freiner le vaisseau avant son atterrissage. Il comprend la coiffe et la tour de sauvetage (LAT ou Launch Abort Tower). La coiffe est une structure en composite qui recouvre et protège la capsule contre la chaleur, la pression de l'air et l'environnement acoustique. Le système de sauvegarde comprend trois moteurs à propergol solide. Le moteur principal, d'une poussée de 181 tonnes, est chargé d'écarter le module de commande du lanceur. Le moteur de contrôle d'attitude utilise un générateur de gaz à propergol solide avec huit tuyères montées tout autour de sa périphérie pour orienter l'ensemble. Il permet d'exercer une poussée de 3,2 tonnes dans chacune des huit directions. Le moteur d'éjection est utilisé pour séparer la tour de sauvetage du vaisseau. Si la tour de sauvetage a été activée, cette séparation intervient une fois que le moteur principal a achevé sa tâche pour permettre aux parachutes de se déployer. Si le vol se déroule normalement, l'éjection de la tour de sauvetage est réalisée après six minutes de vol alors que le vaisseau se trouve à 91 km d'altitude.

### Séquence de lancement
- Le premier étage hisse le second étage et Orion sur une trajectoire suborbitale.
- Le deuxième étage, nommé Interim Cryogenic Propulsion Stage est allumé une première fois près de l'apogée afin d'effectuer la manœuvre d'élévation du périgée. Il est ensuite rallumé près du périgée, pour effectuer l'injection lunaire (TLI).

## Missions réalisées
Le vaisseau Orion est conçu pour pouvoir réaliser des missions au-delà de l'orbite terrestre. Il peut également assurer le transport d'équipages vers la Station spatiale internationale au cas où les sociétés chargées du transport des équipages dans le futur ne parviendraient pas à tenir leurs engagements.
Le vaisseau a été intégré au programme Constellation avant d'être intégré au programme Artemis à la suite de l'arrêt du précédent.
| Mission                    | Lancement        | Atterrissage     | Durée    | Insigne | Description | Lieu                           | Véhicule                 | Statut |
| -------------------------- | ---------------- | ---------------- | -------- | ------- | --- | ------------------------------ | ------------------------ | ------ |
| MLAS (en)                  | 8 juillet 2009   | 8 juillet 2009   | N/A      |         | Mission pour tester le Max Launch Abort System (en), un système de sauvetage alternatif, avec une maquette du vaisseau. | Wallops Flight Facility        | MLAS                     | Succès |
| Ares I-X                   | 28 octobre 2009  | 28 octobre 2009  | 6 min    |         | Test en vol de la fusée Ares I avec une maquette du vaisseau Orion. | Kennedy LC-39B                 | Ares I-X                 | Succès |
| PA-1 (en) (Pad Abort-1)    | 6 mai 2010       | 6 mai 2010       | 1 min 35 |         | Mission test, ayant pour but de démontrer les capacités de la tour de sauvetage (Launch Abort System - LAS) à propulser l'équipage à une distance de sécurité suffisante, ainsi que le désamarrage entre la tour de sauvetage et le module de commande Artemis (Command Module - CM) puis l'ouverture des parachutes. Ce test a permis la collecte de données sur les contraintes structurelles subies par le LAS et le module de commande,.                                                                                  | White Sands LC-32E             | Orion                    | Succès |
| EFT-1                      | 5 décembre 2014  | 5 décembre 2014  |          |         | Vol d'essai de la capsule Orion avec une maquette du module de service. Premier vol spatial du vaisseau. Après avoir bouclé deux orbites autour de la Terre, le vaisseau a effectué une rentrée atmosphérique à une vitesse égale à 84 % de celle atteinte dans le cadre d'une mission vers la Lune. L'objectif était de tester la tenue du bouclier thermique ainsi que le déploiement des parachutes. Le lancement a lieu le 5 décembre 2014.                                                                               | Cap Canaveral SLC-37           | Delta IV Heavy           | Succès |
| AA-2 (en) (Ascent Abort-2) | 2 juillet 2019   | 2 juillet 2019   | 3 min 13 |         | Mission test, ayant pour but de démontrer le fonctionnement de la tour de sauvetage lors d'une phase d'ascension, ce qui implique un désamarrage et une poussée suffisante pour s'éloigner d'un étage de fusée en fonctionnement. Pour cela, la tour de sauvetage et une maquette sans parachutes du module de commande Orion ont été montés sur un étage de fusée de Northrop Grumman,. | Cap Canaveral SLC-46           | Orion Abort Test Booster | Succès |
| Artemis I                  | 16 novembre 2022 | 11 décembre 2022 | 25 j     |         | Il s'agit du premier vol d'Orion dans sa configuration finale, pour une mission inhabitée qui comporte une insertion en orbite lunaire sur une orbite de type DRO (distant retrograde orbit). Orion a été lancé par le Space Launch System (SLS) pour la première fois. L'Agence spatiale européenne a fourni le module de service pour cette mission. La durée de la mission, lancée le 16 novembre, est de 25 jours. Le 11 décembre 2022, Orion amerrit dans l'océan Pacifique au large de la Basse-Californie, au Mexique. | Centre spatial Kennedy SLC-39B | SLS Bloc 1               | Succès |

## Missions prévues

### Missions à venir
- Artemis II (2026) - Il s'agit du premier vol habité d'Orion. Le véhicule sera à nouveau lancé par le Space Launch System (SLS). Un équipage de quatre astronautes (trois américains et un canadien) réaliseront une mission en boucle autour de la Lune en suivant une trajectoire de retour libre vers la Terre (comme Apollo 13). Ce sera la première mission habitée vers la Lune depuis Apollo 17 en 1972. L'Agence spatiale européenne fournira un deuxième module de service pour cette mission. Cette mission permettra aussi de tester Orion en orbite terrestre avant l’injection vers la Lune.
- Artemis III (2027) - Il s'agit du deuxième vol habité d'Orion. Le véhicule sera à nouveau lancé par le SLS. Un équipage de deux astronautes (un homme et une femme) réalisera une mission sur la Lune, les deux autres astronautes resteront à bord d'Orion. Ce sera la première mission habitée sur la Lune depuis Apollo 17 en 1972. L'Agence spatiale européenne fournira un troisième module de service pour cette mission.

| Mission     | Lancement  | Atterrissage | Durée    | Insigne | Description | Véhicule     | Lieu                           | Statut    |
| ----------- | ---------- | ------------ | -------- | ------- | --- | ------------ | ------------------------------ | --------- |
| Artemis II  | Avril 2026 |              | 10 jours |         | Premier vol habité du programme, trajectoire de retour libre autour de la Lune, sans mise en orbite ni atterrissage. | SLS Block 1  | Centre spatial Kennedy SLC-39B | En projet |
| Artemis III | mi-2027    |              |          |         | Deuxième vol habité du programme, premier atterrissage américain sur la Lune depuis le programme Apollo. Première mission habitée du Starship HLS. | SLS Block 1  | Centre spatial Kennedy SLC-39B | En projet |
| Artemis IV  | 2028       |              |          |         | Troisième vol habité et deuxième atterrissage sur la Lune du programme. Deuxième mission habitée du Starship HLS. Première mission vers la station Lunar Gateway et première utilisation du SLS Block 1B, livraison du module européen d'habitation I-Hab. | SLS Block 1B | Centre spatial Kennedy SLC-39B | En projet |
| Artemis V   | 2029       |              |          |         | Quatrième vol habité et troisième atterrissage sur la Lune du programme. Première mission habitée du Blue Moon HLS. Deuxième mission vers la station Lunar Gateway et livraison du module européen de ravitaillement et d'observation Lunar View.          | SLS Block 1B | Centre spatial Kennedy SLC-39B | En projet |
| Artemis VI  | 2030       |              |          |         | Cinquième vol habité et quatrième atterrissage sur la Lune du programme. Atterrisseur lunaire en attente de sélection. Troisième mission vers la station Lunar Gateway et livraison du module de sas émirati, dernier module de la station.                | SLS Block 1B | Centre spatial Kennedy SLC-39B | En projet |

### Missions proposées
Plusieurs vols habités sont planifiés afin d'assembler la plateforme orbitale lunaire Lunar Gateway. Des propositions sont établies pour prolonger le programme Artemis jusqu'à la mission Artemis 7 jusqu'en 2028.

## Missions envisagées dans le cadre du programmeConstellationavant 2010
Selon les plans originaux, Orion devait être lancé par le lanceur Ares I pour les missions vers l'orbite basse (desserte de la Station spatiale internationale) comme pour les missions vers la Lune. Le lanceur lourd Ares V, capable de satelliser 125 tonnes de son côté, aurait été chargé de la mise en orbite du module Altair, chargé d'atterrir sur la surface lunaire et qui joue un rôle analogue à celui du module lunaire (LM) du programme Apollo. Comme dans le scénario des missions Apollo, l'équipage aurait placé l'ensemble formé par Orion et Altair en orbite lunaire puis utilisé le module Altair pour descendre sur le sol lunaire puis en revenir. Toutefois, contrairement aux missions Apollo, c'est l'ensemble de l'équipage qui serait descendu sur le sol lunaire. La NASA retient à l'époque ce concept éprouvé et donc moins cher qui permet théoriquement de limiter les risques de retard : la NASA doit en effet disposer d'un moyen de transport pour remplacer la navette spatiale américaine dont le retrait est effectif depuis 2011. Depuis 2011, la NASA dépend des vaisseaux russes Soyouz pour l'envoi de ses astronautes dans l'espace. Cette tâche va être affectée aux futurs CST-100 Starliner de Boeing et Crew Dragon de SpaceX.

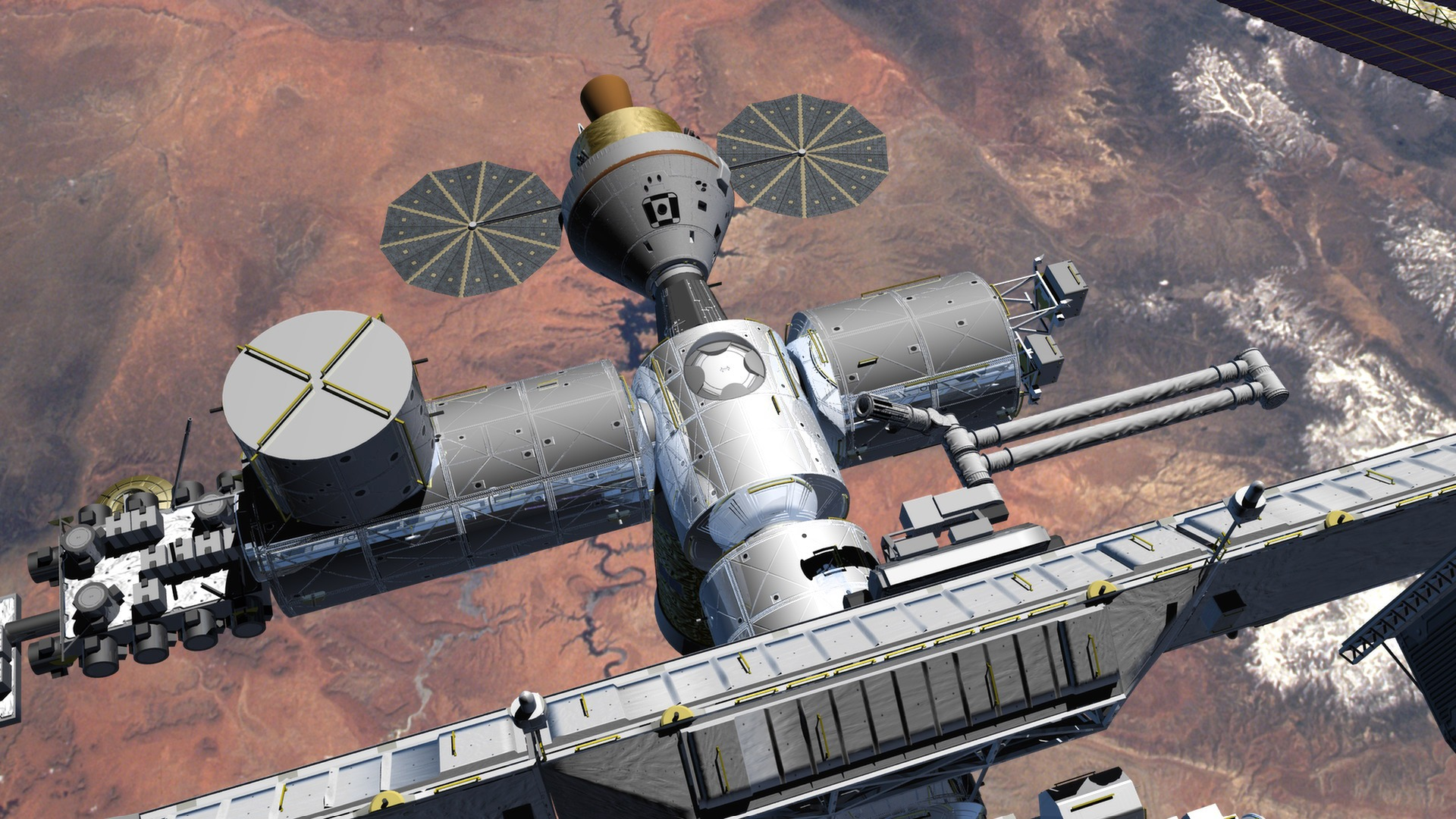
Vue d'artiste de l'Orion version 2008 et de l'ISS.
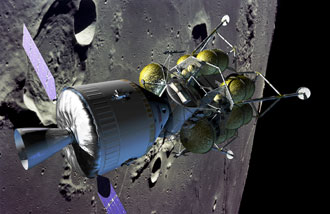
Vue d'artiste de l'Orion version 2008 et du module lunaire.